# Illes Exteriors de Seychelles
Les illes Exteriors (en crioll seychelense, Zil Elwannyen Sesel o Zil Eloigne Sessel), formen un grup d'illes de l'arxipèlag de les Seychelles, integrat per les illes que, en contrast amb les illes Interiors, no estan en l'altiplà de les Seychelles, com Mahé i les illes properes. Dins d'aquest grup d'illes de vegades es consideren incloses també les illes Glorioses, pertanyents a França, i les illes Agalega pertanyents a la República de Maurici.

## Geografia
Les illes Exteriors es troben en l'oest de l'oceà Índic, enfront de la costa sud-oriental d'Àfrica, entre les costes de Tanzània, a l'oest; les illes principals de l'arxipèlag de les Seychelles, agrupades entorn de l'illa de Mahe i anomenades illes Interiors, al nord-est; les illes Agalega (de la República de Maurici), a l'est; Madagascar, al sud; l'arxipèlag francès de les illes Glorioses i l'arxipèlag de les illes Comores, compartides entre la Unió de les Comores (Anjouan, Moheli i Gran Comora) i França (Mayotte), al sud-oest. Estan separats de 250 a 1150 km de l'illa principal de Mahé.
Les illes Exteriors es divideixen en cinc grups:
- el grup corallí meridional, integrat per Coëtivy i l'illa Platte;
- les illes Almirall, incloent-hi, entre d'altres, l'atol Saint-Joseph, l'illa Desroches i les illes Poivre;
- el grup Alphonse comprenent l'atol Alphonse i l'atol Saint-François;
- el grup de Aldabra comprenent Aldabra, les illes de la Assumption, Cosmoledo i l'illa Astove;
- el grup Farquhar comprenent l'atol·ló Farquhar, l'atol Providence i l'illa Saint-Pierre.

La peculiaritat d'aquestes illes, a diferència de les illes Interiors de les Seychelles, és que no es troben en l'altiplà de les Seychelles sinó que es basen directament en la plana abissal del fons de l'oceà Índic. L'illa de Mahe i les illes que l'envolten són d'origen granític i són un fragment del continent africà, mentre que les illes Exteriors es van formar per construcció d'una barrera coral·lina al voltant de volcans extints avui desapareguts i que ara formen atol·lons.
Formant atol·lons, les illes tenen poc relleu i en general són més seques que les illes Interiors a causa dels seus sòls sorrenc-calcaris molt poc fèrtils, ja que retenen poca precipitació.

## Història

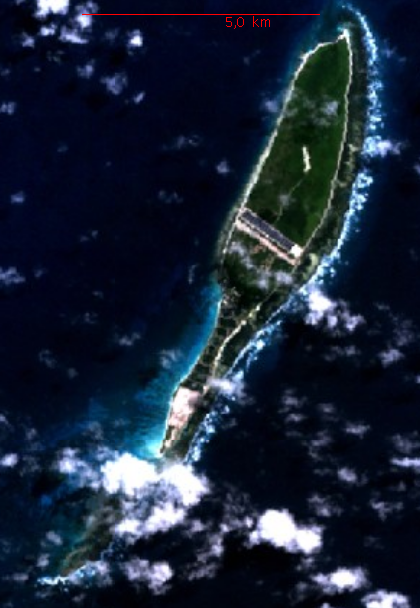
Image de satèl·lit de Coëtivy.

Colonitzades pel Regne Unit, algunes de les illes Exteriors s'agrupen amb l'arxipèlag de Chagos al Territori Britànic de l'Oceà Índic al moment de la independència de Maurici en 1965. Quan Seychelles va accedir així mateix a la independència el 28 juny de 1976, van recuperar les illes, la qual cosa va reduir el Territori Britànic de l'Oceà Índic únicament a l'arxipèlag de Chagos.

## Administració
Les illes Exteriors no són part de cap districte electoral ni administratiu de Seychelles.

## Demografia
Encara que comprenen el 46% del territori de Seychelles, amb 211,3 km² de superfície, les illes Exteriors estan escassament poblades amb només 1115 habitants en 2009, una població inferior al 2% de la població del país, que es reparteix entre onze illes, especialment a Coëtivy que alberga la major població. Aquesta particularment baixa densitat s'explica per la relativa escassetat d'aigua dolça a causa de la geologia del sòl calcari de les illes que retien molt poca humitat.